# Buccinum rossellinum
Buccinum rossellinum är en snäckart som beskrevs av Dall 1919. Buccinum rossellinum ingår i släktet Buccinum och familjen valthornssnäckor. Inga underarter finns listade i Catalogue of Life.